# Roberto Stellone
Roberto Stellone (Roma, Italia, 22 de julio de 1977) es un exfutbolista y director técnico italiano. Actualmente entrena al Vis Pesaro de la Serie C italiana.

## Carrera como jugador
Comenzó su carrera como futbolista en el Lodigiani, donde jugó en cincuenta partidos y marcó diecisiete goles. En 1997 pasó a ser jugador del Lucchese, sin poder alcanzar trascendencia. Posteriormente partió al Parma (1998), pero no logró ni un tan solo partido, por lo que fue cedido durante seis meses al Lecce. Durante el verano de 1999 fichó para el Napoli, donde disputó 102 juegos y anotó 33 goles, siendo capitán del equipo en la temporada 2002/03. En el 2003 es prestado a la Reggina por una temporada. Tras finalizar su etapa con la Reggina, a mediados de 2004 pasa al Genoa, donde en una temporada anotó dieciocho goles en veintinueve partidos que jugó. Luego pasaría a jugar con el Torino (2005-2009), disputando más de cien partidos con el equipo de Turín. Finalizaría su carrera en Frosinone, donde en 2011 anunció su retiro de las canchas.

## Carrera como entrenador

### Frosinone
Durante la temporada 2011/12 dirigió al equipo sub-19 de Frosinone, logrando conseguir éxito. Gracias a sus impresionantes resultados con el equipo juvenil, fue designado como técnico del equipo profesional para la temporada 2012/13 de la Lega Pro Prima Divisione.
En la siguiente temporada, lideraría al Frosinone a conseguir el ascenso a la Serie B al derrotar al Lecce en el "play-off". Al año siguiente, tras conseguir el segundo lugar de la Serie B 2014-15, su equipo ascendió a la Serie A por primera vez en la historia el 16 de mayo de 2015. Sin embargo, no pudo mantener al modesto equipo italiano en la máxima categoría del fútbol italiano, descendiendo en la penúltima jornada de la Serie A 2015-16. Una semana después del descenso, y terminada la temporada, entrenador y club acordaron su separación de mutuo acuerdo.

### Bari
Tras abandonar el Frosinone, firmó por el Bari de la Serie B. Tras 4 meses en el banquillo biancorosso, cosechando resultados irregulares, fue cesado en sus funciones.

### Palermo
Stellone fue nombrado entrenador del Palermo el 28 de abril de 2018, tomando el relevo de Bruno Tedino, con cinco partidos para el final y el equipo en tercer lugar, empatado a puntos con el segundo clasificado Parma. Terminó la temporada en cuarto lugar, detrás de Parma, segundo clasificado, y Frosinone, tercero.
Después de derrotar al Venezia en las semifinales, Palermo fue derrotado 2-3 en el global por Frosinone en una final de dos partidos. Esto marcó el final del mandato de Stellone, ya que no fue confirmado para la nueva temporada, y Tedino fue reelegido como entrenador. El 26 de septiembre de 2018, fue reintegrado al frente del Palermo tras una derrota por 1-2 ante el Brescia en la quinta jornada de la temporada. Stellone comenzó su segundo mandato de una manera muy impresionante, ya que condujo con éxito a Palermo a una racha de resultados positivos que devolvieron al "Rosanero" a la cima de la tabla de la liga en diciembre. Fue despedido el 23 de abril de 2019.

### Ascoli
Stellone fue nombrado entrenador del Ascoli el 3 de febrero de 2020. Fue despedido el 16 de abril de 2020.

### Arezzo
El 18 de enero de 2021 fue contratado por el club de la Serie C Arezzo en lugar de Andrea Camplone. Arezzo fue relegado a la Serie D al final de la temporada y Stellone dejó el club.

### Reggina
El 24 de enero de 2022, Stellone fue nombrado nuevo entrenador de Reggina, convirtiéndose así en el tercer entrenador de la temporada para los calabreses. Guio a Reggina de manera segura por encima de la zona de descenso con un puesto N°14 en la Serie B. Su contrato no se renovó luego de la venta del club.

### Benevento
El 6 de febrero de 2023, Stellone fue nombrado entrenador del Benevento, en sustitución de Fabio Cannavaro. En abril de 2023, fue desvinculado del club por malos resultados.

## Clubes

### Como jugador
| Club                | País                | Año                 | Partidos | Goles |
| ------------------- | ------------------- | ------------------- | -------- | ----- |
| Lodigiani           | Italia              | 1993 - 1997         | 50       | 17    |
| Lucchese            | Italia              | 1997 - 1998         | 12       | 1     |
| Parma               | Italia              | 1998                | 0        | 0     |
| Lecce               | Italia              | 1999                | 19       | 6     |
| Napoli              | Italia              | 1999 - 2003         | 90       | 30    |
| Reggina             | Italia              | 2003 - 2004         | 16       | 1     |
| Genoa               | Italia              | 2004 - 2005         | 29       | 18    |
| Torino              | Italia              | 2005 - 2009         | 113      | 16    |
| Frosinone           | Italia              | 2009 - 2011         | 34       | 6     |
| Total en su carrera | Total en su carrera | Total en su carrera | 363      | 95    |

### Como entrenador
| Club      | País   | Año         | P   | PG | PE | PP | % e.  |
| --------- | ------ | ----------- | --- | -- | -- | -- | ----- |
| Frosinone | Italia | 2012 - 2016 | 142 | 56 | 37 | 49 | 48.12 |
| Bari      | Italia | 2016        | 15  | 5  | 4  | 6  | 42.22 |
| Palermo   | Italia | 2018 - 2019 | 27  | 13 | 10 | 4  | 60.49 |
| Ascoli    | Italia | 2020        | 5   | 0  | 2  | 3  | 13.33 |
| Arezzo    | Italia | 2021        | 19  | 4  | 7  | 8  | 33.33 |
| Reggina   | Italia | 2022        | 18  | 7  | 4  | 7  | 46.3  |
| Benevento | Italia | 2023        | 9   | 1  | 3  | 5  | 22.22 |

## Palmarés

### Como entrenador

#### Distinciones individuales
| Distinción                     | Año     |
| ------------------------------ | ------- |
| Panchina d'Oro Prima Divisione | 2013/14 |
| Panchina d'Argento             | 2014/15 |